# Балтиморский вазописец
Балтиморский вазописец — анонимный греческий вазописец, который работал в Апулии около 375 до н. э. Балтиморский вазописец считается наиболее значимым представителем поздне-апулейской вазописи, а также последним значительным вазописцем из Апулии в целом.
Условное имя вазописца происходит от вазы, которая сейчас хранится в Галерее искусств Уолтерса, Балтимор. На его ранние работы сильно повлияли работы вазописца Патера. Среди работ Балтиморского вазописца чаще встречаются вазы больших форм — кратер с волютами, амфоры, лутрофор и гидрии. Кроме того, Балтиморский вазописец выполнял роспись ваз для наисков с погребальными сценами, где фигуры часто одеты в желто-оранжевую одежду. Других мотивов вазописи являлись мифологические сцены, темы Диониса, а также эротические, свадебные и бытовые сцены.
Вполне вероятно, что мастерская Балтиморского вазописца находилась в Каносе. Стилистически, а особенно по используемым формам и тематике, работы Балтиморского вазописца подобны работам вазописца ада, однако росписи первого характеризуется большим разнообразием мелких деталей, особенно в орнаменте.
Несколько вазописцев были тесно связаны с Балтиморским, в том числе и вазописец Сток-он-Трента, который был или очень близким коллегой, или же самим Балтиморским вазописцем. Среди его последователей можно отметить вазописца Уайт-Саккос, группу Уайт-Саккос, вазописца Сансона, Штутгартскую группу и группу канфара.

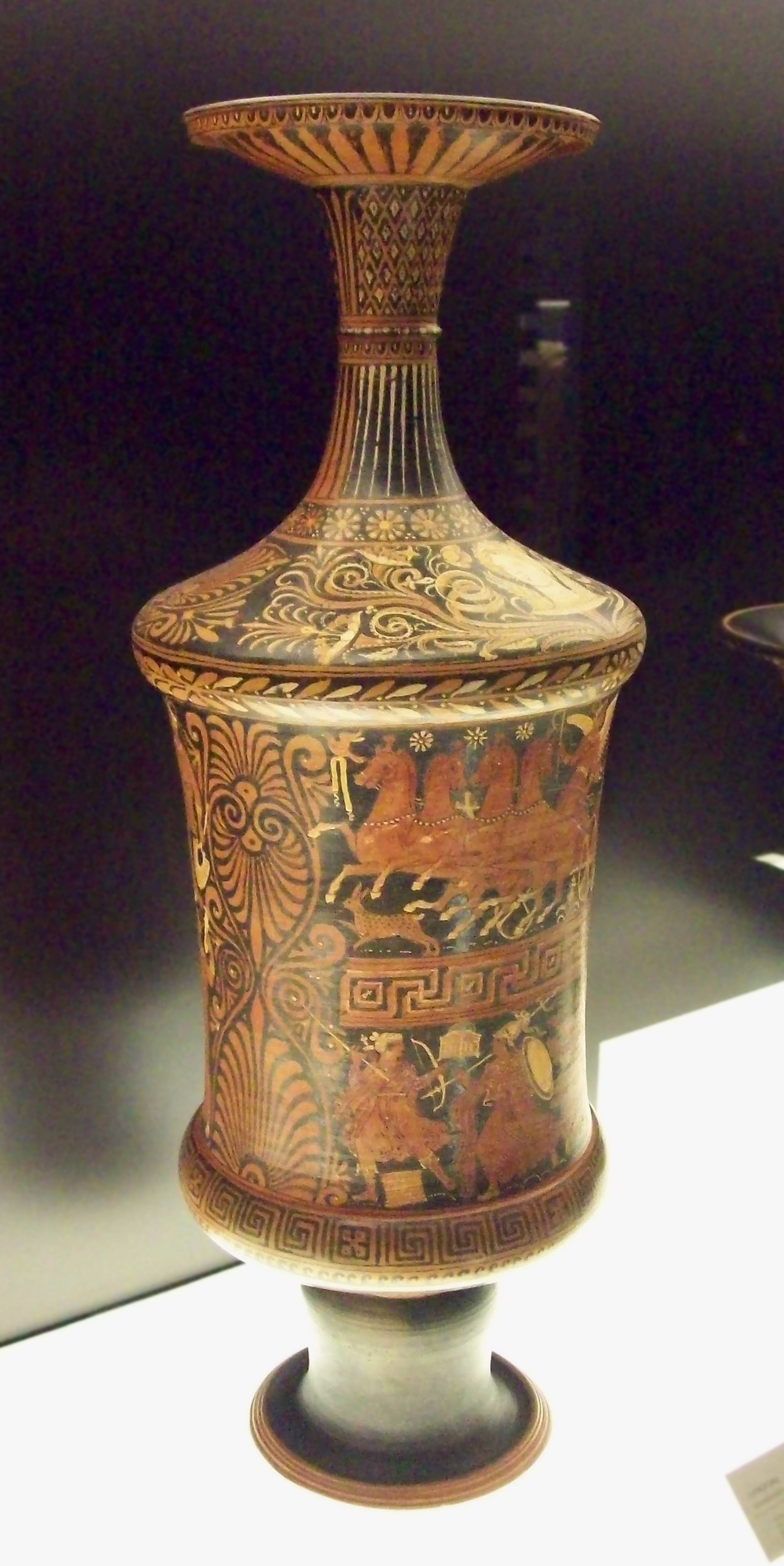
Лутрофор, Национальный археологический музей Испании, Мадрид, сторона А...
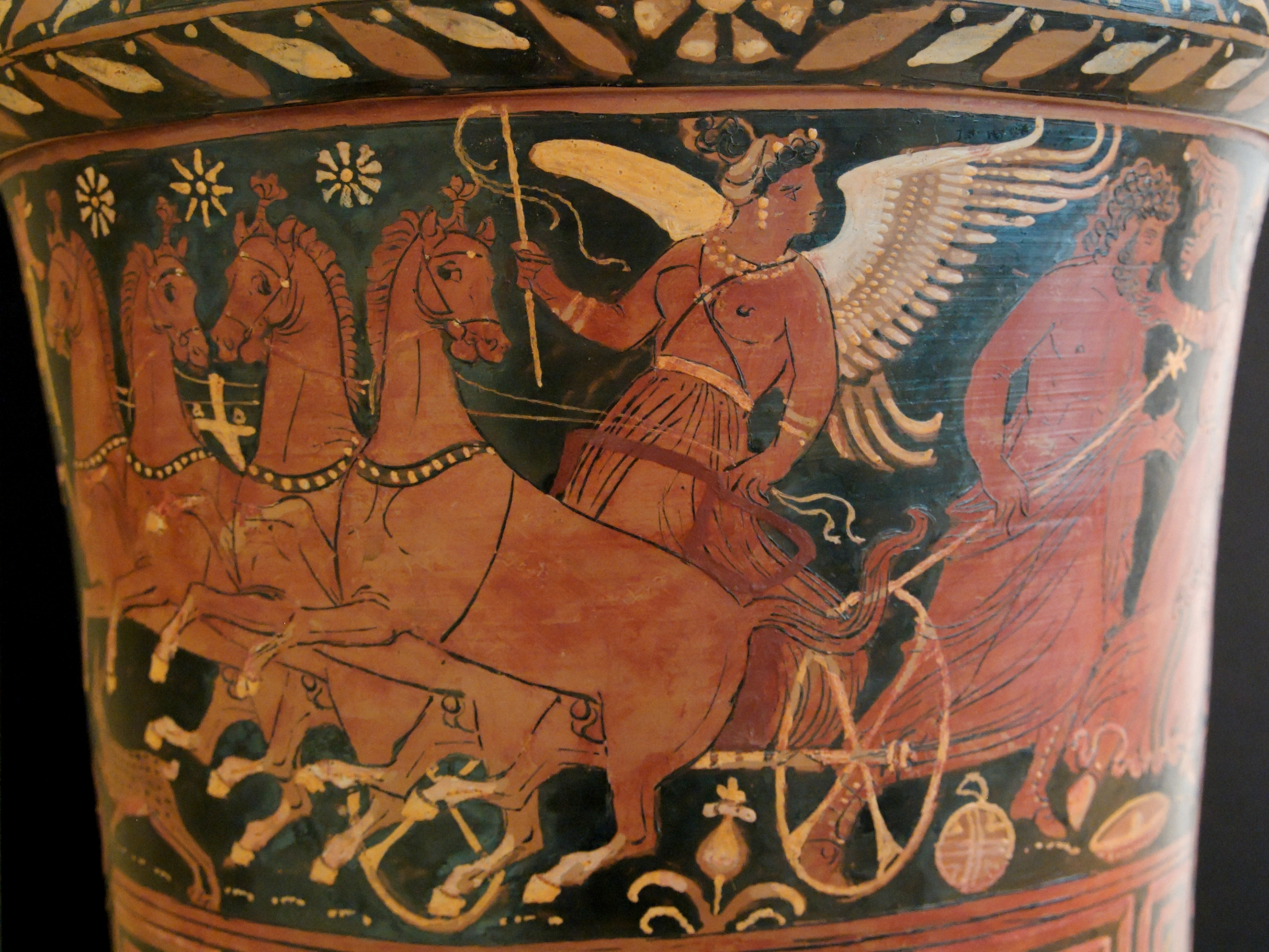
… Похищение Персефоны, сторона В
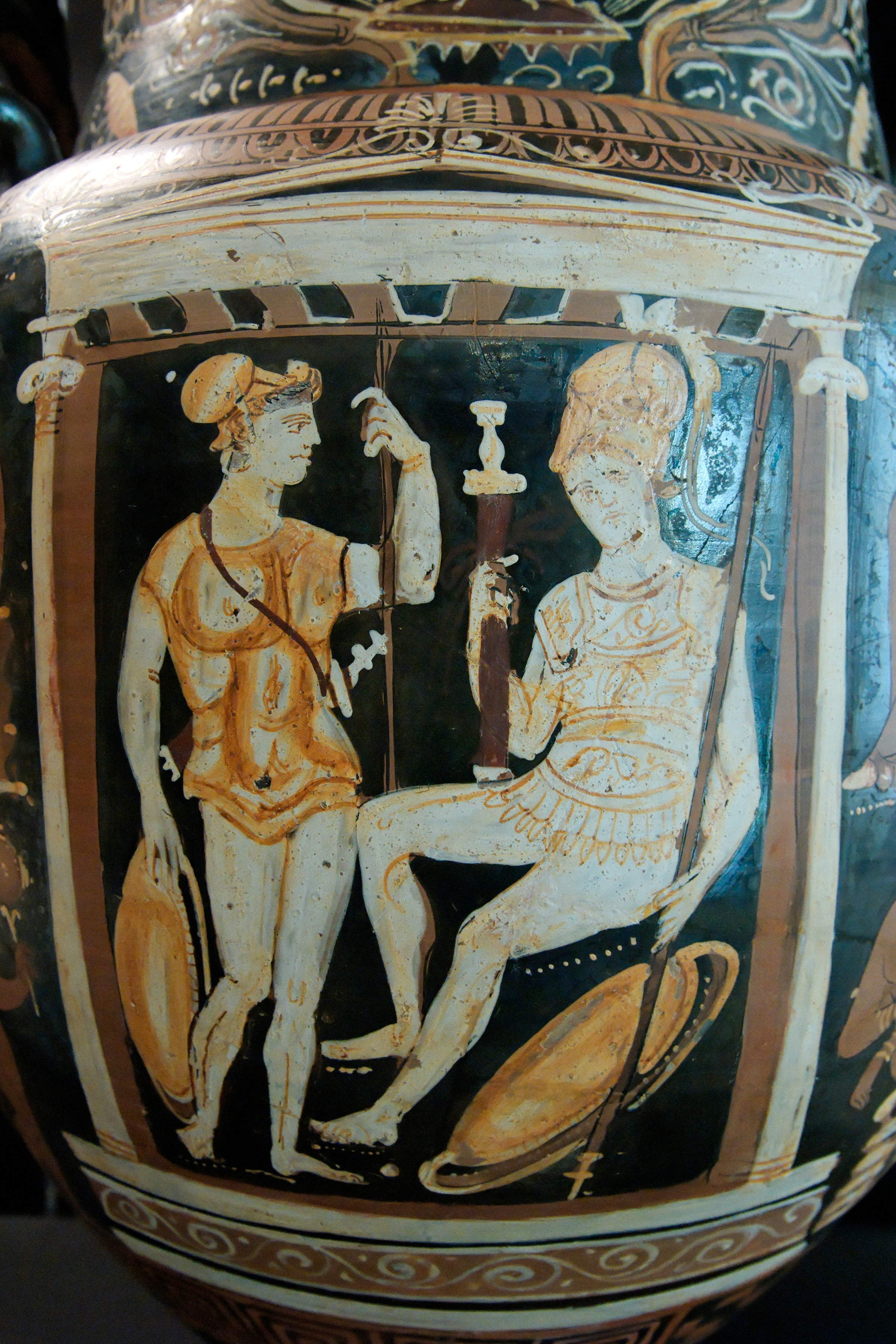
Кратер с изображением наиска и двоих воинов, Мадрид